# Rietina
La Rietina è una manifestazione che si svolge in alcune località della provincia di Agrigento e che consiste nella sfilata per i paesi di numerosi carretti siciliani trainati da cavalli addobbati e accompagnati da gruppi folkloristici. Le più popolari si tengono a Ravanusa dal XVIII sec. in onore della Madonna del Fico nel giorno dell'Assunta il 15 agosto, attraversando le vie principali e il Corso fino a  concludersi con la premiazione davanti al Santuario dell'Assunta e con la moschettata, i tradizionali fuochi d'artificio di ferragosto delle ore 13.00 davanti alla Chiesa Madre di Ravanusa, e a Campobello di Licata dal 1737, dove al termine della sfilata inizia l'asta per aggiudicarsi la "bandiera della Madonna" (la Bannera) che viene aggiudicata al miglior offerente; all'asta partecipano tutte le persone che hanno fatto un voto, una promessa ("Purmisioni") alla Madonna dell'Aiuto, tale offerta poi verrà donata alla Chiesa di San Giovanni Battista ("Chiesa Madre" di Campobello di Licata) . Gli eventi attirano numerosi turisti da ogni parte della Sicilia e non solo tanto che anche a Campobello di Licata, per venire incontro alle esigenze dei visitatori, da circa 20 anni la rietina si svolge ad agosto piuttosto che a settembre.

## Galleria d'immagini

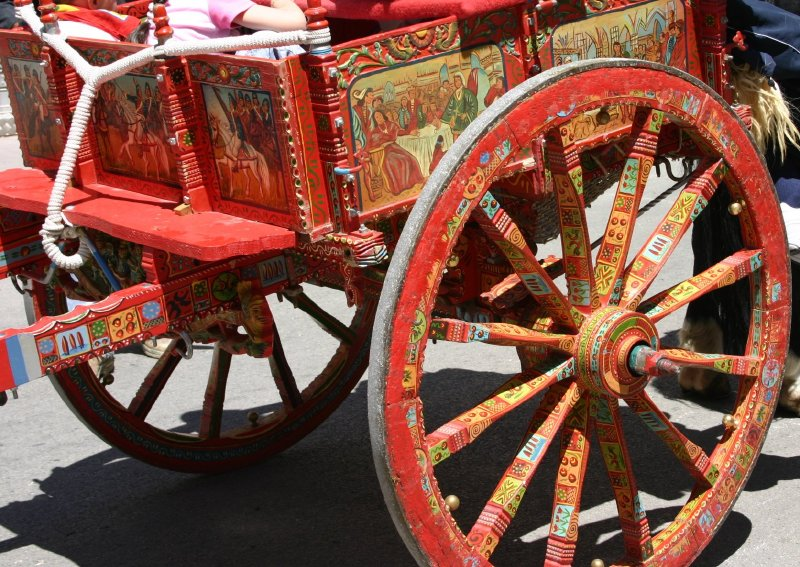
Rietina - Canicattì
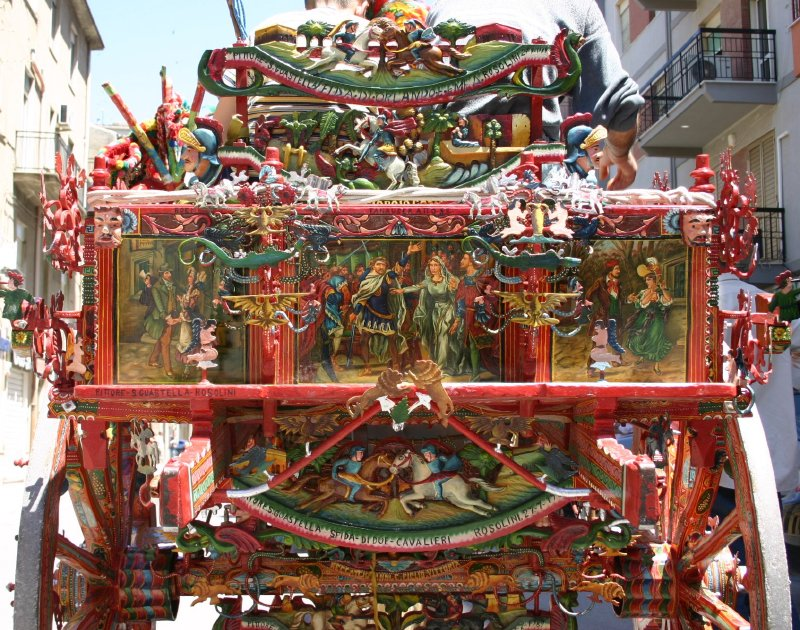
Rietina - Canicattì
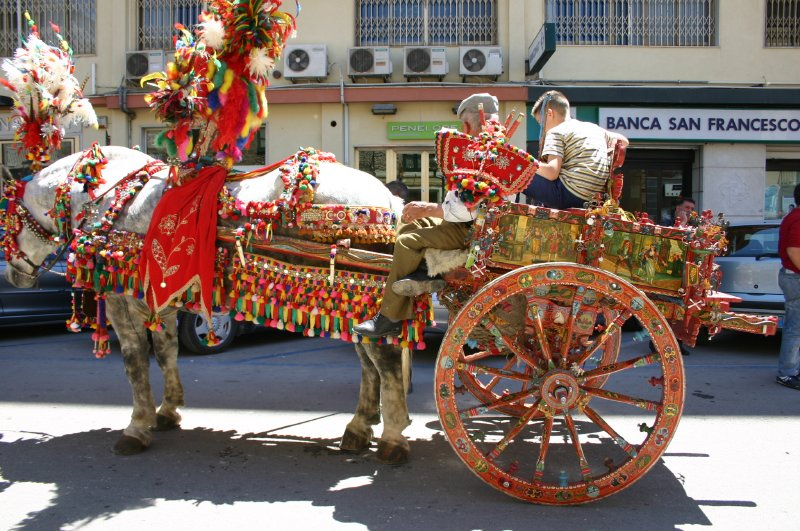
Rietina - Canicattì
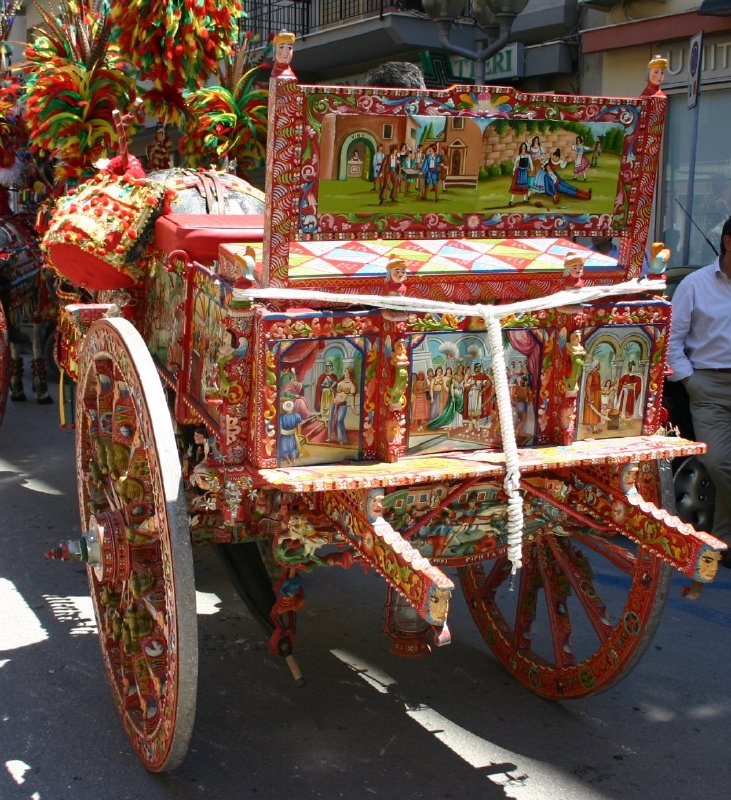
Rietina - Canicattì
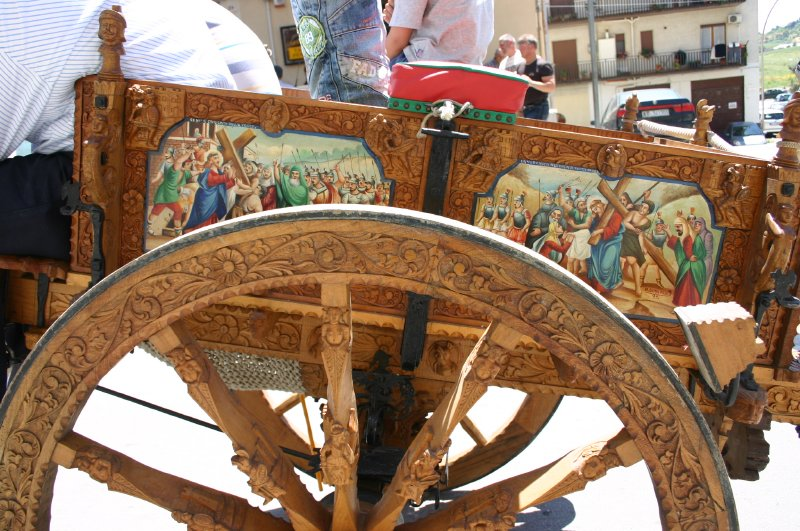
Rietina - Canicattì
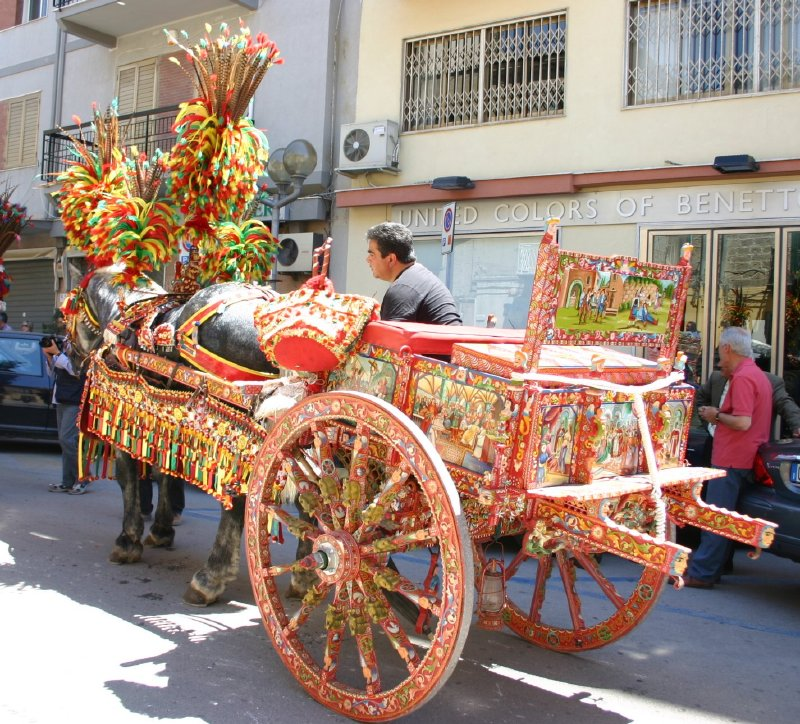
Rietina - Canicattì
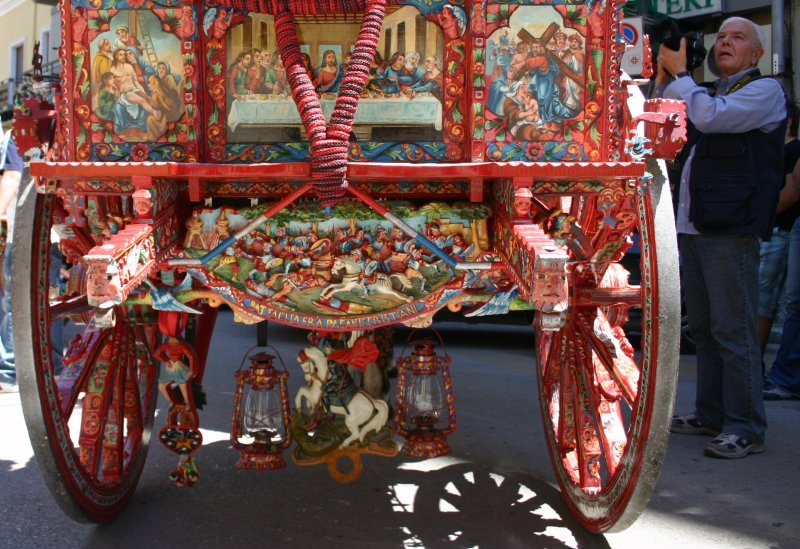
Rietina - Canicattì
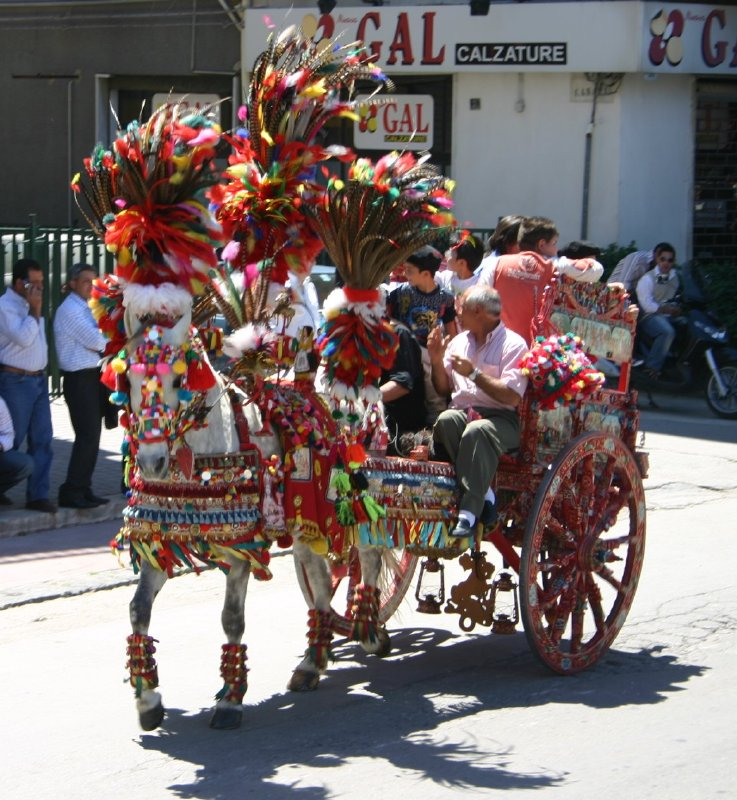
Rietina - Canicattì